# 모디 프릭켓

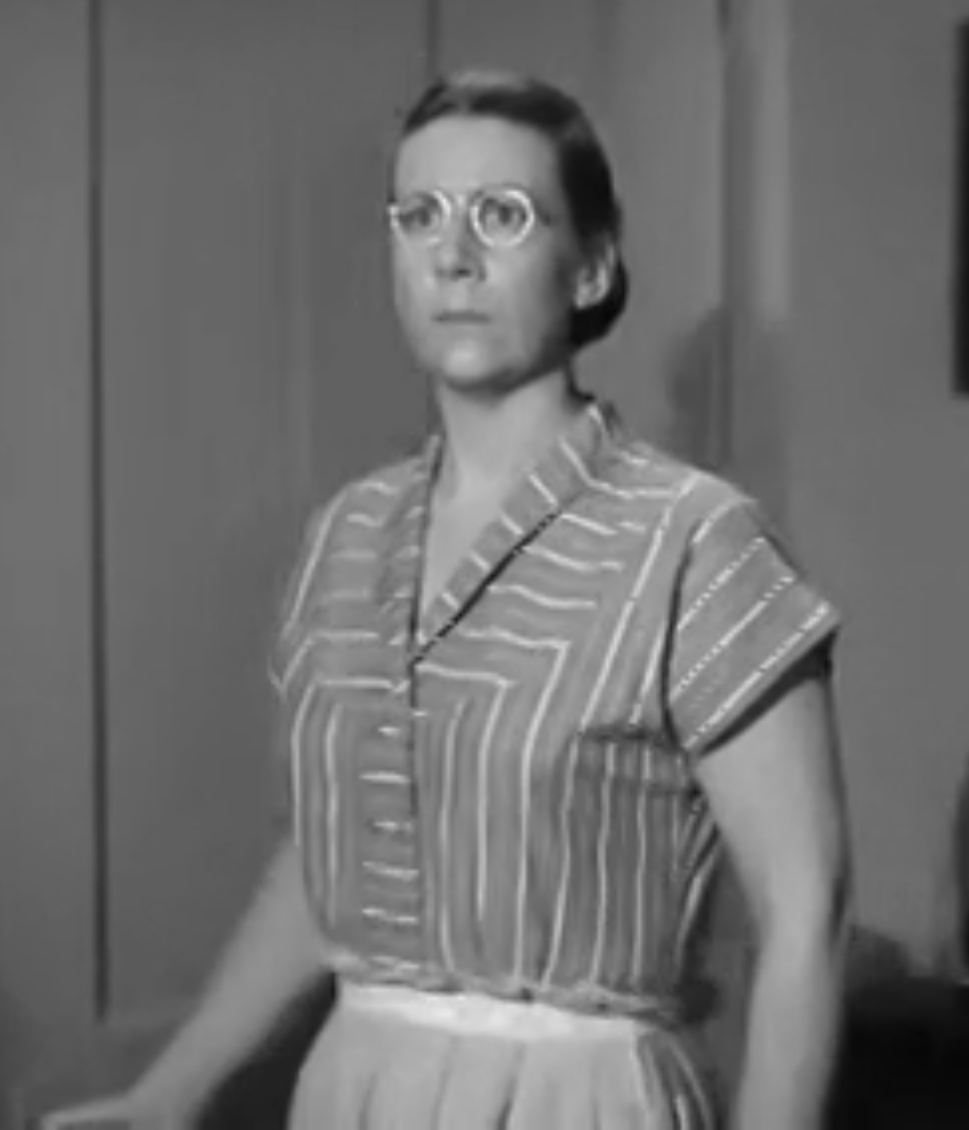

모디 프릭켓(Maudie Prickett, 1914년 10월 25일 ~ 1976년 4월 14일)은 미국의 배우, 텔레비전 배우, 영화배우이다.
포틀랜드에서 태어났으며 패서디나에서 사망하였다. 사인은 신부전이다.  캘리포니아주에 매장되었다.

## 영화
- 래스컬 (1969년)
- 위드 식스 유 겟 애그롤 (1968년)
- 사건비화 (1967년)
- 난쟁이 왕국 (1967년)
- 겟 스마트 (1965년)
- 아윌 테이크 스웨덴 (1965년)
- 아내는 요술쟁이 (1964년)
- 보난자 (1959년)
- 딜론 보안관 (1955년)
- 굿모닝 미스 도브 (1955년)
- 피터라 불리는 사나이 (1955년)
- 디즈니랜드 (1954년) - 미시즈 헌들리 역
- 딥 인 마이 하트 (1954년)
- 한없는 추적 (1953년)
- 내 모든 건 당신 것 (1952년)
- 넬리 (1952년)
- 몽키 비지니스 (1952년)
- 모델과 중매장이 (1951년)
- 하비 (1950년)
- 콜로라도 테리토리 (1949년)